# W głowie
W głowie – piosenka i drugi singel Ani Dąbrowskiej z szóstej płyty Dla naiwnych marzycieli. Singel promocyjny, jak i teledysk do niego (w reżyserii Bo Martina i Ani Dąbrowskiej), został wydany w dniu premiery albumu, tj. 4 marca 2016. Przedpremierowo wokalistka zaprezentowała utwór singlowy 16 lutego 2016 w Praskiej Drukarni w Warszawie podczas 17. gali nagród Bestsellery Empiku.

## Teledysk
Teledysk do piosenki stylizowany jest na film akcji z udziałem Dąbrowskiej i Andre Whyte'a. Akcja teledysku ma miejsce na wielopiętrowym parkingu.

## Notowania
- POPLista: 1[6]
- Lista Przebojów Polskiego Radia PiK: 1[7]
- Lista PL (Radio Znad Wilii, Wilno, Litwa): 1[8]
- Top 15 (Wietrzne Radio, Chicago, USA): 1[9]
- Przebojowa Lista (Radio Via): 2[10]
- Lista Przebojów Radia Merkury: 3[11]
- SLiP: 4[12]
- Lista RFN (Muzo FM): 5[13]
- Lista Przebojów ArtRadio (Radio Bogatynia): 5[14]
- Lista Przebojów Trójki: 25[15]

## Certyfikat
| Kraj          | Certyfikat         | Sprzedaż |
| ------------- | ------------------ | -------- |
| Polska (ZPAV) | 3x platynowa płyta | 60 000+  |